# Буор-Юрях (приток Уяндины)
Буор-Юрях (также Буор-Юрэх) — река в Абыйском улусе Якутии, правый приток Уяндины. Длина реки — 213 км. Площадь водосборного бассейна — 3460 км².
Река берёт начало в южных отрогах Селенняхского хребта на высоте более 500 м над уровнем моря. Течёт преимущественно на северо-восток по заболоченной лесотундре на Абыйской низменности. Буор-Юрях сильно меандрирует. В бассейне большое число озёр. Впадает в Уяндину по правому берегу на отметке ниже 42 м над уровнем моря, в 309 км от устья Уяндины, ниже впадения в неё реки Жёлтой. Ширина перед устьем — 87 м при глубине 1,7 м; скорость течения в низовьях составляет 0,1 м/с. Замерзает в начале октября, вскрывается в начале июня. Населённые пункты на реке отсутствуют. 
Основной приток — река Омук-Юряге длиной 186 км.

## Данные водного реестра
По данным государственного водного реестра России и геоинформационной системы водохозяйственного районирования территории РФ, подготовленной Федеральным агентством водных ресурсов:
- Бассейновый округ — Ленский
- Речной бассейн — Индигирка
- Речной подбассейн — нет
- Водохозяйственный участок — Индигирка от впадения Момы до водомерного поста Белая Гора
- Код водного объекта — 18050000312117700064217